# Calatafimi Segesta
Calatafimi Segesta är en ort och kommun i kommunala konsortiet Trapani, innan 2015 provinsen Trapani, i regionen Sicilien i sydvästra Italien. Kommunen hade 6 537 invånare (2017).